# Macairea lasiophylla
Macairea lasiophylla är en tvåhjärtbladig växtart som först beskrevs av George Bentham, och fick sitt nu gällande namn av John Julius Wurdack. Macairea lasiophylla ingår i släktet Macairea och familjen Melastomataceae. Inga underarter finns listade i Catalogue of Life.